# IP-KOM-ÖV

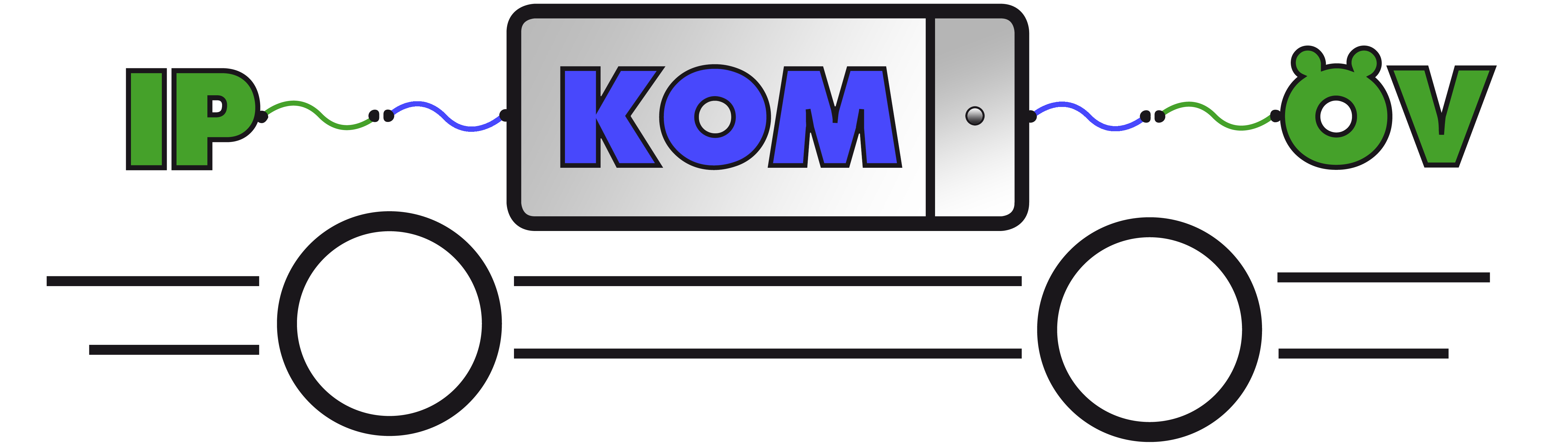
IP-KOM-ÖV-Logo

IP-KOM-ÖV (Internet-Protokoll basierte Kommunikationsdienste im öffentlichen Verkehr) war ein deutsches Standardisierungsprojekt für Kommunikationsarchitektur im öffentlichen Verkehr. Außerdem sollten Modelle und Kommunikationsdienste für mobile Endgeräte von Fahrgästen entwickelt werden.

## Beschreibung
Das von Bundesministerium für Wirtschaft und Energie geförderte Forschungs- und Standardisierungsprojekt IP-KOM-ÖV hat in seiner 3 ½-jährigen Laufzeit Konzepte und Architekturen für die effiziente, standardisierte Bereitstellung individueller Fahrgastinformation erarbeitet und in VDV-Schriften überführt. Dabei werden ganz speziell drei Hauptaspekte der Fahrgastinformation beleuchtet. 
Zum einen wurde die Fahrzeugarchitektur durch eine moderne Dienste basierte Kommunikationsplattform auf Internetprotokollbasis ersetzt, die neben einer hohen Flexibilität für die Betreiber auch eine deutlich verbesserte Information für den Fahrgast liefert. Mit dieser Technologie sind zukünftig die Fahrzeuge, über die gängigen Multimedia-Anwendungen hinaus, in der Lage, ÖV-Informationen direkt an das Kunden-Smartphone zu senden oder zu empfangen. Hierdurch soll sich der Fahrgast im ÖV noch sicherer und wohler fühlen.
Das zweite Arbeitsfeld befasste sich mit der Anbindung mobiler Endgeräte der Fahrgäste. Mit dem Ansatz, über standardisierte Schnittstellen überregionale Informationen abrufen zu können, wurde auch hier eine modulare Architektur geschaffen, die neben aktiven Push-Nachrichten auch selbstlernende semantische Datenverarbeitung ermöglicht. So können verschiedene Applikationen für Smartphones mit hochwertigen ÖV-Informationen versorgt werden.
Im letzten Arbeitsfeld wurde eine Auskunftsplattform definiert, die wiederum modular und Dienste basiert aufgebaut ist. Mithilfe dieser sind erst überregionale Auskünfte möglich. Dieses Hintergrundsystem bereitet darüber hinaus alle Daten für die mobilen Kundenendgeräte auf und versorgt diese mit den gewünschten aktuellen und individuellen Echtzeitinformationen.

## Partner
Initiiert wurde das Projekt vom Verband Deutscher Verkehrsunternehmen (VDV) zusammen mit Industrie, Verkehrsunternehmen und Wissenschaft. Der VDV fungierte als der Koordinator des Projektes. Gefördert wurde dieses vom Bundesministerium für Wirtschaft und Technologie.

### Industrieunternehmen
- ANNAX GmbH
- HaCon Ingenieurgesellschaft mbH
- INIT GmbH
- IVU Traffic Technologies AG
- MENTZ GmbH
- Scheidt & Bachmann GmbH

### Verkehrsunternehmen
- DB Mobility Logistics
- Essener Verkehrs-AG
- Stuttgarter Straßenbahnen
- üstra Hannoversche Verkehrsbetriebe

### Universitäten
- TU Darmstadt
- TU Dresden
- TU Ilmenau
- Universität Stuttgart

## Ergebnisse
Die Ergebnisse dieses Forschungs- und Standardisierungsprojektes sind in VDV-Schriften eingeflossen. Diese sind keine Normen im ursprünglichen Sinne, haben jedoch normativen Charakter, indem sie rechtlich dem „Stand der Technik“ entsprechen und hierfür herangezogen werden. Die nachfolgenden Werke sind kostenlos über den Herausgeber beziehbar:
- VDV 301-1 IBIS-IP Systemarchitektur
- VDV 301-2 IBIS-IP Schnittstellenspezifikation v1.0
- VDV 430 Mobile Kundeninformation im ÖV – Systemarchitektur
- VDV 431-1 EKAP-Systemarchitektur
- VDV 431-2 EKAP-Schnittstellenbeschreibung